# مدرسه علمیه مروی
مدرسه علمیه مروی یکی از مدارس حوزه علمیه تهران است، که توسط محمدحسین خان مروی از خانهای ایل قاجار و در دوره فتحعلی‌شاه قاجار احداث گردید.

## احداث
محمد حسین خان مروی که ثروت بسیاری داشت آثار خیری چون مدرسه، مسجد، باغ و بازارچه مروی را در تهران از خود بر جای گذاشت و تمام املاک خود را برای مسجد و مدرسه خویش وقف کرد. این مدرسه به نام مدرسه فخریه بوده و در متن کتیبه مدرسه چنین ثبت شده است و سمّیت مدرسه الفخریه که به سبب شهرت خان مروی به فخرالدوله می باشد.

## تدریس فلسفه
پس از تأسیس مدرسه مروی، ملا علی نوری برای تدریس فلسفه و معقولات به آنجا فراخوانده شد. اما او شاگردش ملا عبدالله زنوزی را به آنجا فرستاد. زنوزی از در ۱۲۳۷ هجری قمری (معادل ۱۲۰۱ خورشیدی) تا پایان عمر به مدت ۲۰ سال در این مدرسه فلسفه تدریس می‌کرد.

## متولیان مدرسه مروی
- محمدرضا مهدوی کنی در ۲۶ شهریور ۱۲۶۳ [۵]
- شیخ محمّدباقر تحریری در ۱۵ مرداد ۱۳۹۶ [۶]

انتقادات زیادی علیه مدرسه داری و اداره این حوزه توسط مقامات علمی و عرفانی، به ایشان وارد شده است